# Claude-Louis Masquelier
Pour les articles homonymes, voir Masquelier.
Ne doit pas être confondu avec Louis-Joseph Masquelier.
Claude-Louis Masquelier (Masquelier fils), né à Paris en mars 1781 et mort à Paris le 5 avril 1852, est un graveur et lithographe français.

## Biographie
Fils et élève de Louis-Joseph Masquelier (1741-1811), il a aussi suivi les leçons de G. Langlois.
Il obtient en 1804, à 22 ans, le tout premier prix du prix de Rome en gravure. À la suite de ce concours, il va à Rome à l'Académie de France où il reste quatre ans. Il réalise quelques peintures à l'huile et une gravure, d'après un tableau de Raphaël intitulé La Déposition du Christ au tombeau. Cette gravure est exposée, beaucoup plus tard, au Salon de 1848 où elle obtient une médaille de seconde classe.
De retour à Paris, il grave plus de trente camées ou pierres pour l'ouvrage monumental dont son père assure la responsabilité (gravure et édition), la Galerie de Florence.
En 1821, il est directeur de l'école municipale de dessin et de peinture d'Abbeville. Il retourne à Paris en 1847.
Il a eu deux fils.
Il meurt d'une attaque d'apoplexie compliquée de paralysie le 5 avril 1851.

## Œuvres
Œuvres acquises par le musée d'Abbeville et de Ponthieu
Le catalogue du musée, devenu musée Boucher-de-Perthes, donne la liste des œuvres qu'il a acquises en 1893
- Homme de campagne, dessin, crayon : portrait d'un cultivateur 1841
- Jeune fille, crayon et estompe, jeune fille, tête nue, en tenue de soirée
- Pêcheur, crayon rehaussé de couleurs
- Portrait de l'abbé Cauet, crayon et estompe
- Portrait de petit individu, connu autrefois à Abbeville comme voleur, crayon relevé d'estompe
- Une mendiante, un religieux
- Portrait de dame, crayon et estompe, rehaussé de gouache
- Petite matelote, crayon à l'estompe et à la gouache

Autres gravures
- Portrait de Louis XVI
- Portrait de Madame de Sévigné[6]
- Portrait de Frédéric Dubois d'Amiens
- Portrait d'Marie-Anne Barilli-Bondini
- Le Cardinal Bentivoglio
- Le Cardinal Hippolyte de Médicis

- La déposition du Christ[7]

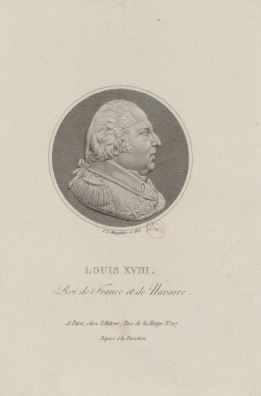
Portrait de Louis XVI, BnF
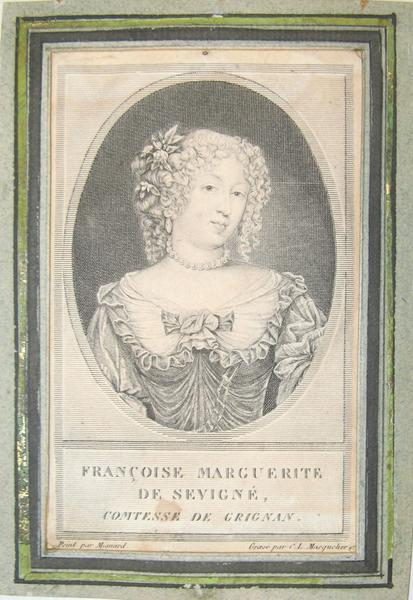
Portrait de Françoise Marguerite de Sévigné, gravé d'après Pierre Mignard, musée de Vendôme
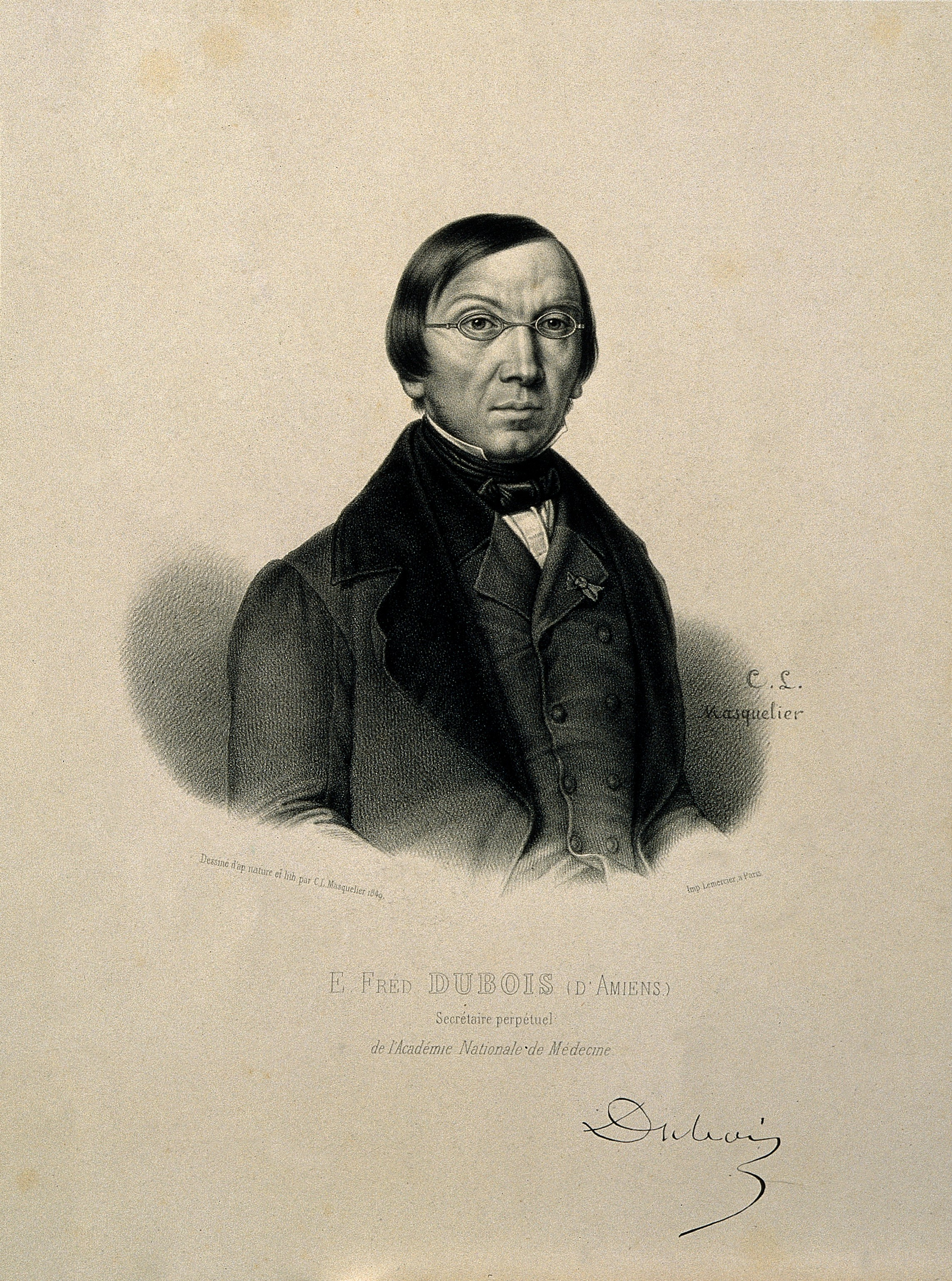
E. Frédéric Dubois d'Amiens, lithographie, 1849
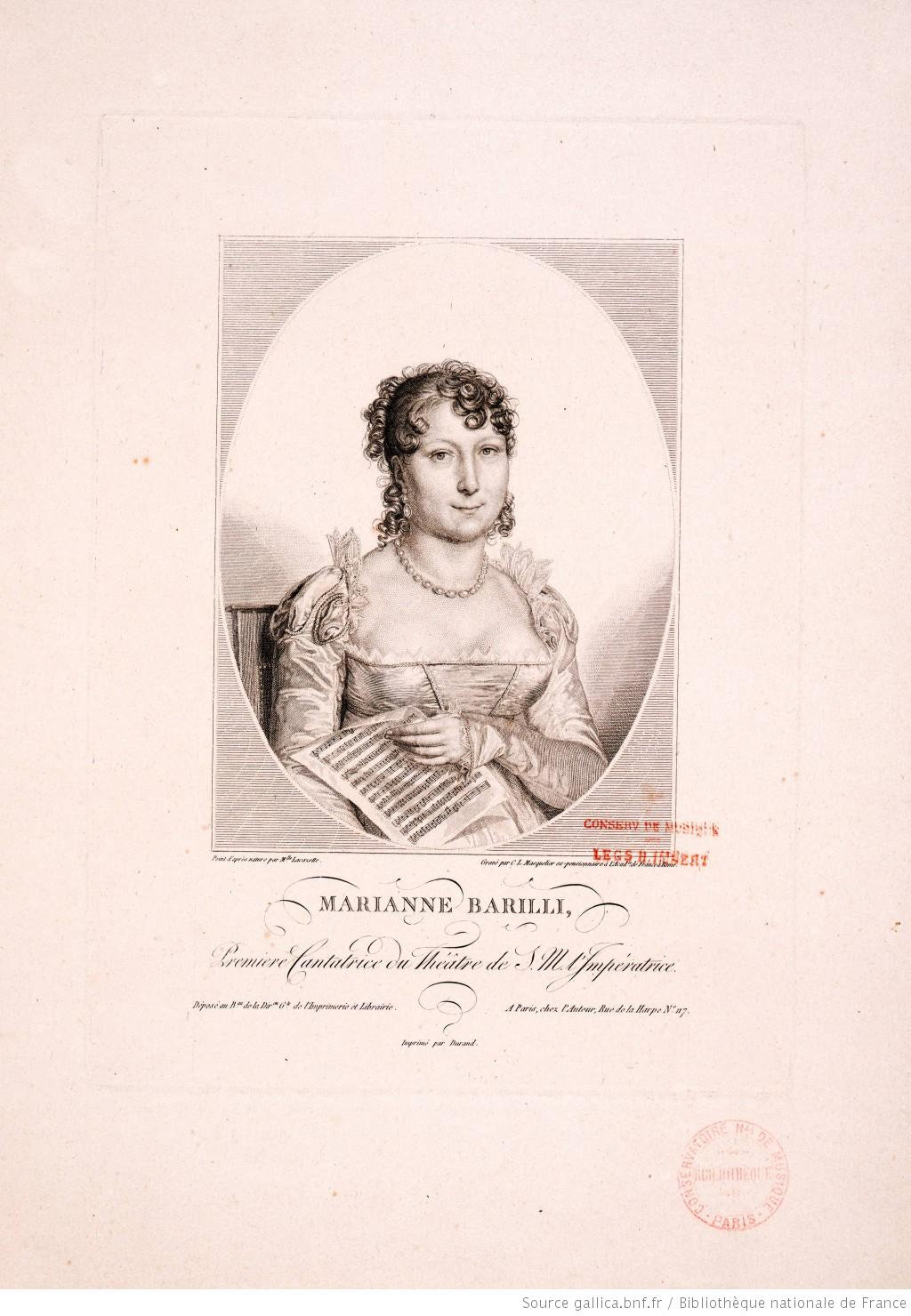
Marie-Anne Barilli-Bondini, cantatrice, gravée par Masquelier, d'après un dessin de Sophie-Clémence de Lacazette.